# Abbiegefahrstreifen

Linksabbiegefahrstreifen an einem Knotenpunkt

Ein Abbiegefahrstreifen (umgangssprachlich auch Abbiegespur) ist ein Fahrstreifen für abbiegende Fahrzeuge auf einer Straße. Dieser Fahrstreifen muss beispielsweise in Deutschland eine Breite von mindestens 2,75 m aufweisen. Erst dann darf dieser Fahrstreifen mit einer Markierung von den anderen Fahrstreifen abgetrennt werden. Diese Breite ist notwendig, damit der Verkehr auf den anderen Fahrstreifen ohne Behinderung weiter fließen kann, wenn sich dort ein LKW befindet. 

## Rechts- und Linksabbiegestreifen
Zudem unterscheidet man zwischen dem Abbiegefahrstreifen für den Links- und den Rechtsabbieger. Wenn der Platz für den Bau eines Abbiegefahrstreifens für den Linksabbieger und den Rechtsabbieger nicht vorhanden ist, gilt der Grundsatz, dass man auf den Rechtsabbiegestreifen zu Gunsten des Linksabbiegestreifens verzichten soll, da das Abbiegen nach links oftmals durch den entgegenkommenden Verkehr behindert wird und es so rasch zu Stauungen kommen kann. Ein Rechtsabbiegerfahrstreifen ist nur dann auszuführen, wenn Stärke des Abbiegestroms ausreichend groß ist und auf der übergeordneten Straße eine hohe Geschwindigkeit gefahren wird. Ein weiterer Grund für einen Rechtsabbiegerstreifen kann die mangelnde Erkennbarkeit des Knotenpunktes sein.
Ergeben sich größere Linksabbiegeströme, so muss ein ausreichender Stauraum zur Verfügung gestellt werden. Aus diesem Grund wird der Linksabbiegestreifen mit einer Aufstellstrecke versehen. Die Länge der Aufstellstrecke liegt je nach Erfordernis zwischen 10 und 20 Meter.

## Bestandteile
Abbiegefahrstreifen bestehen je nach Abbiegestrom, Knotenpunktgeschwindigkeit und verfügbarer Verkehrsfläche aus den folgenden Elementen:
- Verziehungsstrecke (Verziehung der Fahrbahn von beispielsweise zwei auf drei Fahrstreifen)
- Verzögerungsstrecke (Strecke, auf der die Geschwindigkeit vor dem Abbiegen gesenkt werden kann)
- Aufstellstrecke (Länge des Stauraumes am Knotenpunkt)

## Ausfahrkeil

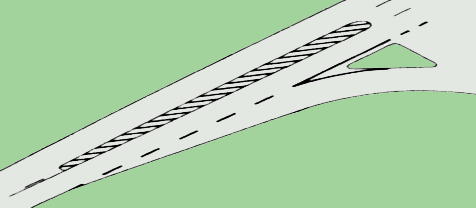
Ausfahrkeil an einem Knotenpunkt

Eine weitere Möglichkeit der Rechtsabbiegerführung ist der sogenannte Ausfahrkeil. Diese 35 m lange Ausfahrtöffnung wird fahrdynamischen Anforderungen gerecht und besitzt im Gegensatz zum Rechtsabbiegerstreifen keine Verzögerungsstrecke. Der Ausfahrkeil kommt zum Einsatz, wenn die Zahl an Rechtsabbiegern gering und die Knotenpunktgeschwindigkeit niedrig ist und somit ein Rechtsabbiegerstreifen unnötig ist. Zur besseren Trennung der Verkehrsströme wird eine Dreiecksinsel am Ende des Ausfahrkeils angeordnet.

## Normen und Standards
- Richtlinien für die Anlage von Straßen – Teil: Knotenpunkte (RAS-K)
- Richtlinien für die Anlage von Straßen – Teil: Querschnitt (RAS-Q)